# Kirpal Singh
Kirpal Singh, född 6 februari 1894, död 21 augusti 1974, var en indisk filosof och visdomslärare (guru). Han föddes i Sayyad Kasran, en del av Punjab som idag tillhör Pakistan. 
Singh lärde att alla religioner är ett, och att varje människa föds med rätten att uppnå självkännedom och kunskap om Gud. Han sade att han under ledning av sina lärare Surat Shabd Yoga, Sant Mats guru, och rörelsen Radha Soami Satsang Beass överhuvud Baba Sawan Singh, upplevt det om Gud som skildras i de heliga i skrifterna. Enligt hans lärjungar ägnade han hela sitt liv åt enighetsidealet: människans broderskap under Guds faderskap. Singh drog till sig lärjungar med olika religiösa och kulturella bakgrunder från hela världen till sin ashram i Delhi i Indien.

## Läror
1955 skrev Kirpal Singh en introduktion till sina läror, särskilt avsedd för västerlänningar, med titeln Man, Know Thyself. Boken undervisade främst om den underliggande esoteriska ljudström (Shabd, Naam eller Ord) som var helgonens grundläggande upplevelse, vilken beskrivs i de heliga skrifter och på så sätt fortfarande finns tillgänglig. Han betonade också vikten av en levande mästare eller guru, eftersom man inte kan hämta något från tidigare mästare (det vill säga helgon eller mästare som har dött.) 
Han uttryckte inget intresse för att skapa en ny religion, och citerade ofta sin mästare Baba Sawan Singh som sade "många brunnar har redan grävts. Det finns inget behov av att gräva en till." Hans eget syfte var, enligt honom själv, att
återuppliva den ursprungliga kunskap som finns att hitta i alla religioners kärna, och som gav en upplevelse av människans sanna natur vars mål det är att komma tillbaka till sin källa - Gud. Genom denna upplevelse återvinner varje individ sitt inneboende värde och värdighet och kan nå det mänskliga livets högsta mål.
Under fjorton år omvaldes han flera gånger till ordförande för World Fellowship of Religions, som bildades 1957. På tre världsturnéer 1955, 1963 och 1972 besökte han större städer i västvärlden, där han träffade religiösa ledare, politiker och samhällspersonligheter. Han predikade om vikten av självkännedom och kunskap om Gud, och betonade behovet av seva, osjälviskt tjänande, som en form av dyrkan.

## Världskonferensen om mänsklighetens enhet
Singh sammankallade den första världskonferensen om mänsklighetens enhet, som ägde rum i Delhi från 3 till 6 februari 1974. Religiösa, politiska och samhälleliga ledare från hela Indien och delegater från ungefär 18 länder deltog i konferensen. Världskonferensen utgjorde början av rörelsen för mänsklighetens enhet (Unity of Man-rörelsen). Som en följd av konferensen inbjöds Sant Kirpal Singh att tala inför Indiens parlament. När han 1 augusti 1974 talade inför Lok Sabha, det indiska parlamentets andra kammare, var det första gången en andlig ledare gavs denna ära. 

## Arv och efterföljare
Singh dog 21 augusti 1974 utan att utnämnt någon efterträdare. Flera personer trädde fram under de följande åren för att fortsätta arbetet med Naaminitiering, bland andra Sant Darshan Singh (Kirpal Singhs son), Sant Ajaib Singh och Sant Thakar Singh. Arvet efter Sant Kirpal Singh ligger kanske huvudsakligen i den mängd böcker han skrev under sitt liv. Han gjorde alla dessa verk tillgängliga utan upphovsrätt och sade att "Guds gåvor är alla gratis, liksom solljus." Många av dessa verk är därför tillgängliga i sin helhet på Internet. Sedan 1974 School of Spirituality, med säte i Italien, ger upplevelser enligt läror Kirpal Singh.